# Oscar Ngoy wa Mpanga

Wappen von Oscar Ngoy wa Mpanga

Oscar Ngoy wa Mpanga CSSp (* 5. Dezember 1964 in Kyolo) ist Bischof von Kongolo. 

## Leben
Oscar Ngoy wa Mpanga trat der Ordensgemeinschaft der Spiritaner bei, legte 1988 die Profess ab und empfing am 26. Juli 1992 die Priesterweihe. Papst Benedikt XVI. ernannte ihn am 31. März 2007 Bischof von Kongolo. 
Der Altbischof von Kongolo, Jérôme Nday Kanyangu Lukundwe, spendete ihm am 9. Juni desselben Jahres die Bischofsweihe; Mitkonsekratoren waren Giovanni d’Aniello, Apostolischer Nuntius in der Demokratischen Republik Kongo, und Nestor Ngoy Katahwa, Bischof von Kolwezi. 